# Wydział Górnictwa, Inżynierii Bezpieczeństwa i Automatyki Przemysłowej Politechniki Śląskiej
Wydział Górnictwa, Inżynierii Bezpieczeństwa i Automatyki Przemysłowej Politechniki Śląskiej zatrudnia 38 profesorów i doktorów habilitowanych oraz 43 doktorów. Wydział prowadzi badania w zakresie nowoczesnego górnictwa, obejmującego właściwe rozpoznanie geologiczne złóż kopalin, ekonomicznie efektywne wydobywanie surowców mineralnych, stosowanie energooszczędnych i niezawodnych maszyn, spełnianie wszelkich wymogów bezpieczeństwa i ochrony środowiska naturalnego.
Osiągnięcia naukowo-badawcze wydziału dotyczą m.in.: automatyzacji i sterowania procesami przeróbczymi, zastosowania zbiorów rozmytych w modelowaniu i badaniach symulacyjnych, badań zagrożenia porażeniowego i środków ochrony przeciwpożarowej, zwalczania zagrożeń od prądów błądzących, konstrukcji nowoczesnych maszyn górniczych, doświadczalnego i komputerowego badania dynamiki maszyn i urządzeń górniczych, usprawniania struktury i organizacji zakładów górniczych, ochrony powierzchni Ziemi na terenach górniczych, usuwania szkód górniczych i rewitalizacji terenów poprzemysłowych, eksploatacji złóż pod obiektami na powierzchni terenu oraz w warunkach zagrożenia tąpaniami, przewietrzania i klimatyzacji kopalń, zwalczania pożarów, wybuchów pyłów i gazów, bezpieczeństwa i higieny pracy w górnictwie, zwalczania i określania profilaktyki zagrożeń wodnych w kopalniach czynnych i likwidowanych, oceny zagrożenia powodziowego, badań jakości i ochrony zasobów węgla w złożu oraz zapewnienia bezpieczeństwa energetycznego kraju, konstrukcji cyfrowych map górniczych, wprowadzania do stosowania  czystych technologii węglowych, określania możliwości utylizacji odpadów mineralnych.
Do ośrodków zagranicznych współpracujących z Wydziałem należą uczelnie w Niemczech (Akwizgran, Freiberg, Münster, Bochum, Tybinga, Darmstadt, Bielefeld, Clausthal, Magdeburg, Wuppertal), Hiszpanii (Madryt, Vigo, Oviedo), Portugalii (Lizbona, Porto), Czechach (Ostrawa, Brno), Szwecji (Sztokholm, Luleå), Turcji (Pammukale), Rosji (St. Petersburg), na Ukrainie (Donieck), Słowacji (Koszyce) w Chinach (Qingdao, Pekin, Syczuan, Jiaozuo), Japonii (Tsukuba, Osaka), Indiach (Kharagpur, Dhanbad), Wietnamie (Hanoi, Hạ Long) i Chile (Antofagasta, La Serena, Coquimbo).

## Władze Wydziału
Źródło:.
- Dziekan - dr hab. inż. Krzysztof Filipowicz, prof. PŚ
- Prodziekan ds. Infrastruktury i Organizacji - dr hab. inż. Anna Manowska, prof. PŚ
- Prodziekan ds. Nauki i Współpracy - dr hab. inż. Violetta Sokoła-Szewioła, prof. PŚ
- Prodziekan ds. Studenckich i Kształcenia - dr hab. inż. Małgorzata Wyganowska, prof. PŚ

## Struktura Wydziału
Źródło:.
- Katedra Elektrotechniki i Automatyki Przemysłowej
- Katedra Mechanizacji i Robotyzacji Górnictwa
- Katedra Inżynierii Bezpieczeństwa
- Katedra Geoinżynierii i Eksploatacji Surowców
- Katedra Geologii Stosowanej
- Muzeum Geologii Złóż im. Czesława Poborskiego

## Kierunki studiów
Źródło:.
- Automatyka i Informatyka Przemysłowa (także magisterskie)
- Inżynieria bezpieczeństwa (także magisterskie)
- Geoinżynieria i eksploatacja surowców (także magisterskie)
- Geodezja i kartografia (także magisterskie)
- Geoinformatyka (z Instytutem Fizyki PŚ)
- Rewitalizacja terenów poprzemysłowych

Podyplomowe:
- Bezpieczeństwo higiena pracy w przedsiębiorstwie
- Cyberbezpieczeństwo systemów przemysłowych
- Rozgraniczanie i podziały nieruchomości oraz przygotowanie dokumentacji do celów prawnych
- Transformacja techniczno-przyrodnicza terenów przekształconych